# PKP řada Ty37

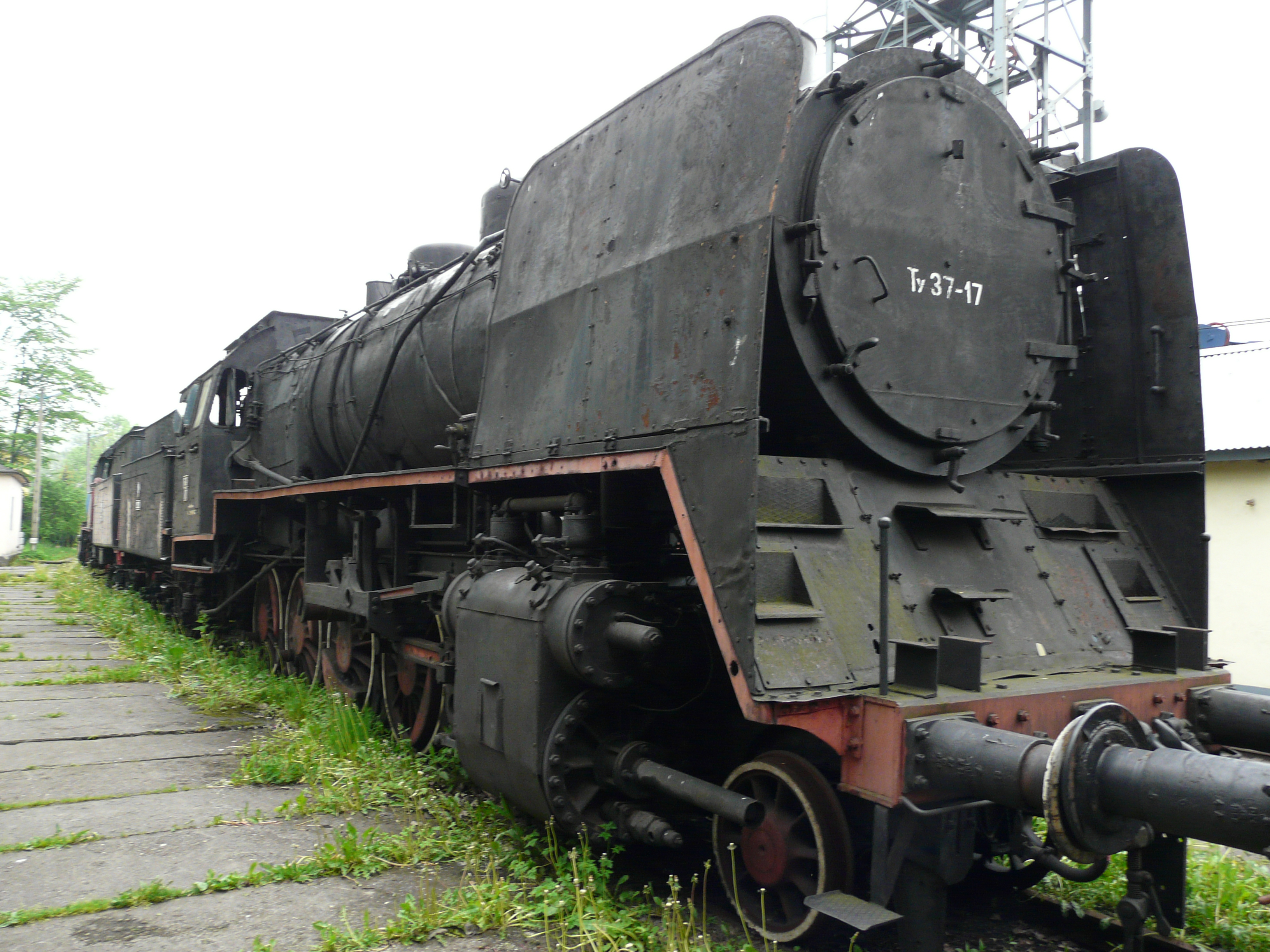
Lokomotiva Ty37-17 v Chabówce

Ty37 je polská parní lokomotiva, vyráběná v letech 1937 až 1941 v továrně HCP v Poznani. Lokomotivy tohoto typu byly používány především k přepravě zboží při výrobě a zpracování uhlí. Bylo vyrobeno asi 27 kusů. V roce 2010 byla lokomotiva Ty37-17 rekonstruována zaměstnanci depa v Chabowce.